# Złomiskowa Turnia (Rzędkowice)

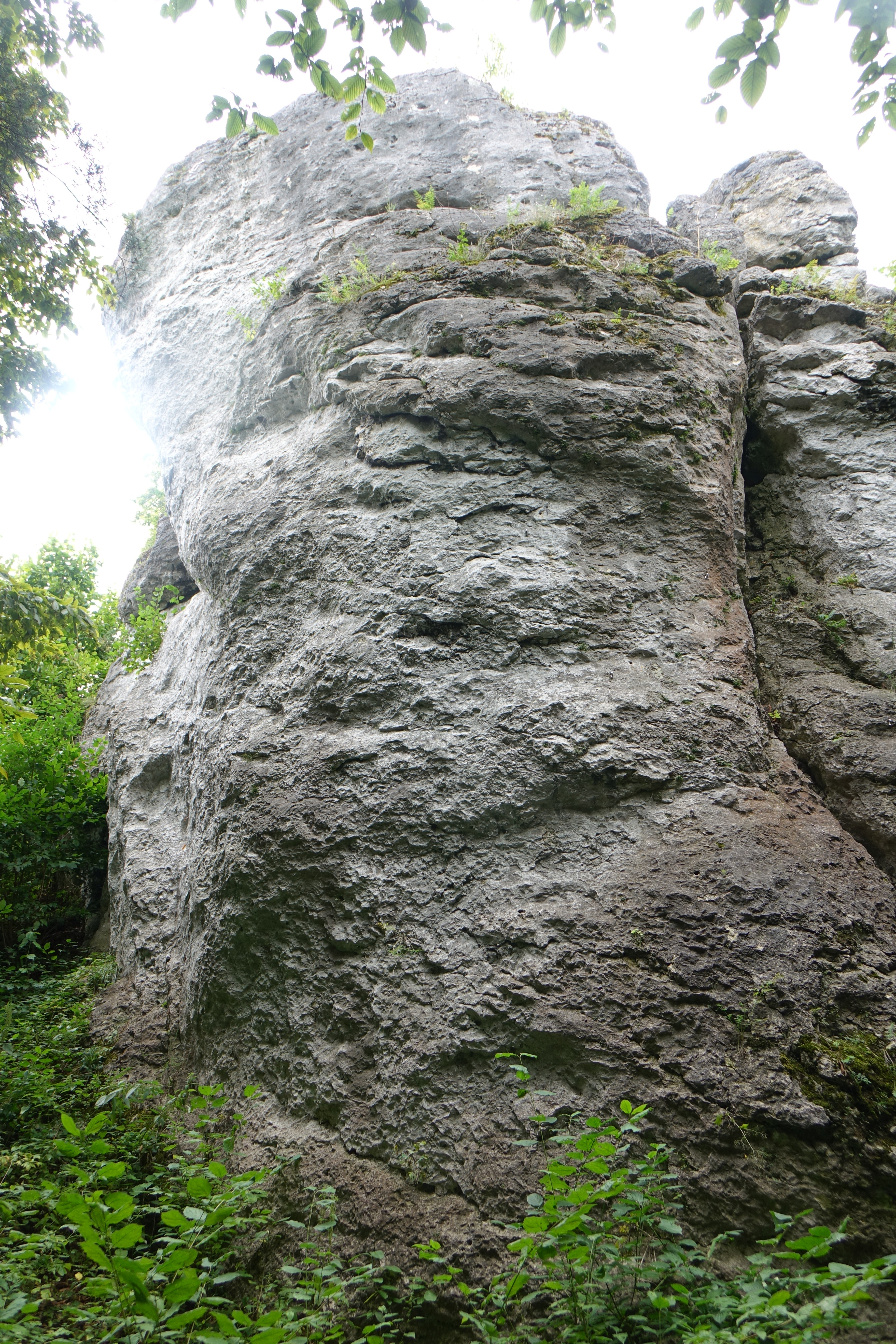

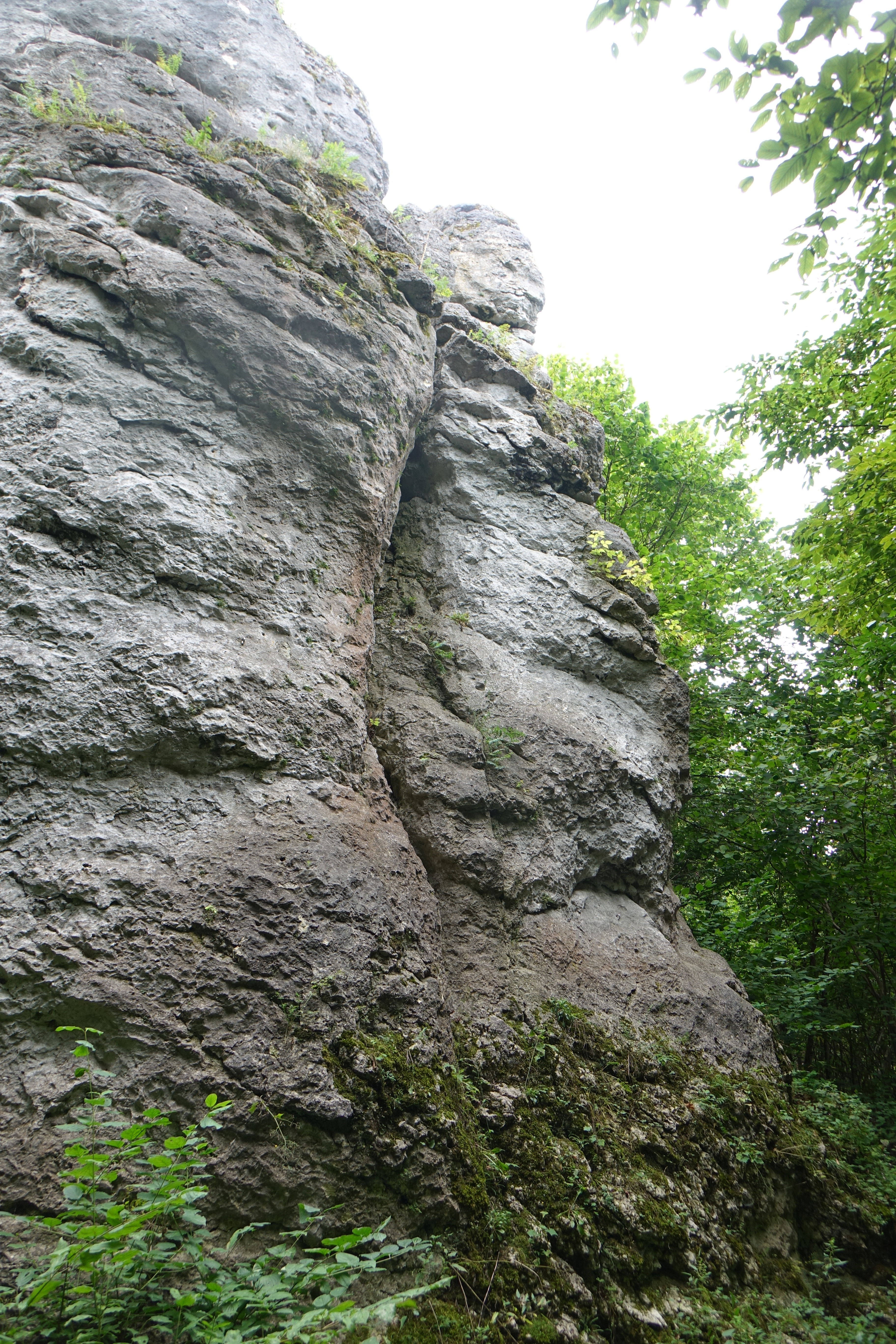

Złomiskowa Turnia, Skała Złomiskowa – skała w miejscowości Rzędkowice w województwie śląskim, w powiecie zawierciańskim, w gminie Włodowice. Pod względem geograficznym jest to obszar Wyżyny Mirowsko-Olsztyńskiej wchodzący w skład Wyżyny Częstochowskiej.
Zlomiskowa Turnia znajduje się na wschodnim krańcu grupy Skał Rzędkowickich, w grupie skał, które przez wspinaczy skalnych nazywane są Grupą Solidarności lub Sektorem Solidarności. Są tutaj blisko siebie trzy skały; w kierunku od północy na południe są to: Złomiskowa Turnia, Pęknięta Turnia i Solidarność. Wszystkie znajdują się w lesie. Prowadzi obok nich ścieżka odchodząca na wschód od polanki przy Okienniku (zielony szlak turystyczny).

## Drogi wspinaczkowe
Złomiskowa Turnia to wapienna skała o wysokości 16 m, ścianach połogich lub pionowych. Jest na niej 20 dróg wspinaczkowych o trudności od IV do VI.4+ w skali polskiej. Na większości dróg zamontowano stałe punkty asekuracyjne w postaci ringów (r), boldów (b), stanowisk zjazdowych (st) lub ringu zjazdowego (rz). Wśród wspinaczy skalnych skała ma średnią popularność.

1. Komin Chrobaka; V (do przejścia nie wystarczą same ekspresy)
2. Ostry kant; 4r + st, VI.3
3. Projekt; 5r + st
4. Wakacje w mieście; 5r + st, VI.3
5. Faceci w czerni; 6r + st, VI.3+
6. Trawers ABW; 7r + st, VI.2 (droga szczególnie polecana)
7. Ściśle tajne; 6r + st, VI.2+
8. Komin Dziamdziaka; 4r + st
9. Podstępne podchwyty; 4r + st, VI.1+
10. Starsi panowie atakują; 4r + st, V+
11. Łamacze symetrii; 3r + rz, VI.3+ (niebezpiecznie)
12. Atak frajerstwa; 4r + rz, VI.4
13. Rysa Nabrdala; VI + W (do przejścia nie wystarczą same ekspresy)
14. Możliwość;
15. Możliwość;
16. Złomiskowa czwórka; IV (do przejścia nie wystarczą same ekspresy)
17. Złomiskowa szóstka; VI (niebezpiecznie)
18. Nemezis; 3b, VI.3
19. Śląska jesień; 3b st, VI.1+
20. Zakonnik; VI+ (niebezpiecznie)[1].

## Szlak turystyczny
odcinek: Rzędkowice – Skały Rzędkowickie – Góra Zborów.